# NGC 2308
NGC 2308 est une vaste galaxie spirale située dans la constellation du Lynx. NGC 2308 a été découverte par l'astronome français Édouard Stephan en 1872.

## Caractéristiques
Sa vitesse par rapport au fond diffus cosmologique est de 5 935 ± 8 km/s, ce qui correspond à une distance de Hubble de 87,5 ± 6,1 Mpc (∼285 millions d'al).
La classe de luminosité de NGC 2308 est I-II et elle présente une large raie HI.
En raison d'une brillance de surface égale à 14,04 mag/am2, on peut qualifier NGC 2308 de galaxie à faible brillance de surface (LSB en anglais pour low surface brightness). Les galaxies LSB sont des galaxies diffuses (D) avec une brillance de surface inférieure de moins d'une magnitude à celle du ciel nocturne ambiant.